# Цукато, Егор Гаврилович
Егор (Георгий) Гаврилович Цукато (?—1810) — граф, русский генерал, герой русско-турецкой войны 1806—1812 гг.

## Биография
Потомок древнего венецианского рода; служил сначала в Вюртембергской армии, а в 1788 году вступил в русскую службу секунд-майором и принял участие в русско-турецкой войне.
14 апреля 1789 года получил орден св. Георгия 4-й степени (№ 625 по списку Григоровича — Степанова, № 309 по списку Судравского)
За отличную храбрость, оказанную при атаке крепости Очакова
В 1791 г. граф Цукато был произведён в подполковники в 1-й Морской полк, 1 октября 1794 г. — переведён в конно-гренадерский Военного Ордена полк, в составе которого принял участие в польском походе и отличился при штурме варшавского предместья Праги, за что получил орден св. Владимира 4-й степени, а 24 февраля 1797 г. исключен из службы.
Через два года, 8 марта 1799 года, Цукато снова был принят в службу и назначен волонтером в корпус генерала Розенберга, с которым принимал участие в Итальянском походе и был в сражениях при Треббии и при Нови. 30 октября того же года он был произведён в генерал-майоры, минуя чин полковника, причём старшинство в чине дано ему с 26 ноября 1798 года.
Отставленный 7 марта 1800 г. от службы с ношением мундира, Цукато 8 ноября того же года снова был принят и назначен присутствующим в Военной коллегии. В этой должности он оставался до 3 августа 1808 г., когда повелено было зачислить его по армии. В 1809 г. он был назначен начальником отдельного отряда в Малой Валахии и за отличие, выказанное против турок, получил 8 января 1810 г. орден св. Георгия 3-го класса (№ 202)
В воздаяние отличнаго мужества и храбрости, оказанных в сражении против турецких войск 4-го сентября при Расевате.
В июне 1810 г., состоя под начальством графа Каменского, он переправился в Сербию на помощь Карагеоргию, имел дела с турками у Бирзо-Паланки, у Прахова и в других местах, и сформировал из сербов регулярную кавалерию, носившую название сербских казаков; за отличие при Бирзо-Паланке и за возбуждение у сербов «воинственного духа» Цукато 14 июля 1810 г. получил орден св. Анны 1-й степени; 20 июля и 2 августа он снова разбил турок у Прахова.
Скончался Цукато 10 августа 1810 года.
Его сын, Николай Егорович, участвовал в Отечественной войне 1812 года, покорении Кавказа и впоследствии был наказным атаманом Оренбургского казачьего войска.